# Cantón de Saint-Martin-en-Bresse
El cantón de Saint-Martin-en-Bresse era una división administrativa francesa, que estaba situada en el departamento de Saona y Loira y la región de Borgoña.

## Composición
El cantón estaba formado por nueve comunas:
- Allériot
- Bey
- Damerey
- Guerfand
- Montcoy
- Saint-Didier-en-Bresse
- Saint-Martin-en-Bresse
- Saint-Maurice-en-Rivière
- Villegaudin

## Supresión del cantón de Saint-Martin-en-Bresse
En aplicación del Decreto nº 2014-182 de 18 de febrero de 2014, el cantón de Saint-Martin-en-Bresse fue suprimido el 22 de marzo de 2015 y sus 9 comunas pasaron a formar parte; cinco del nuevo cantón de Ouroux-sur-Saône y cuatro del nuevo cantón de Gergy.